# Fjodor Alekszandrovics Bregyihin
Fjodor Alekszandrovics Bregyihin, orosz nyelven: Фёдор Александрович Бредихин (Mikolajiv, Oroszország, 1831. december 8. – Szentpétervár, 1904. május 14.) orosz csillagász. Előbb a moszkvai, majd 1890-95 között a Pulkovói Obszervatórium igazgatója, az első orosz csillagászati iskola megalapítója, 1865-től a moszkvai egyetem professzora, 1873-tól az egyetem csillagvizsgálójának igazgatója. Az üstökösök fizikai természetének tanulmányozásában alapvető eredményeket ért el. 1877-ben elsőként osztályozta az üstökösök csóváját,  felállította a üstököscsóvák fizikai elméletét, kimutatta, hogy a csóvát a Nap kényszeríti a Nappal ellenétes irányba. A róla elnevezett csóvatípusok ma is használatosak az üstökösök jellemzésére. Számos külföldi tudományos társaság választotta tiszteletbeli tagjának.

## Életpályája
Fjodor Alekszandrovics Bregyihin régi orosz nemesi családból származott. Az odesszai Richelieu Líceumba járt, majd 1851-től a Lomonoszov Egyetemen tanult természettudományokat. 1857-től a moszkvai csillagvizsgálóban végzett kutatásokat, 1862-ben doktorált (kandidátusi értekezés, üstökösök csóvájáról), 1864-ben habilitált (orosz doktori cím, üstökösök pályájának bolygók általi perturbációjáról). Ezután a Lomonoszov Egyetem professzora, majd 1873-tól a moszkvai csillagvizsgáló igazgatója, 1890-től 1894-ig a Pulkovói Obszervatórium igazgatója volt, Otto Wilhelm von Struve utódjaként, ahol az asztrofotográfiai berendezések telepítésénekfelelőse is volt. Egészségügyi okokból és azért, hogy az üstökösökkel kapcsolatos elméletének szentelhesse magát, lemondott erről a posztról, de továbbra is Szentpéterváron élt. Anyagilag természeténél fogva független volt, alapítványok és díjak révén az oroszországi csillagászatért is tevékenykedett.
Elsősorban az üstökösök és alakjuk, a meteorok és a meteorzáporok megfigyelésével foglalkozott. Bredicsin végezte a csillagok első spektroszkópiai vizsgálatát is Oroszországban. Megfigyelte az északi fényt, és gravitációs méréseket végzett ingákkal. Jelentős tanítványai voltak Oroszországban, és a népi tudományok terén is tevékenykedett.
Abban az időben az üstököscsápok mechanikai elméletéről volt ismert (később felülbírálták), amelyeket szintén három típusba sorolt. Elmélete szerint az üstökös csóvájának részecskéire a Napból származó taszító erő hatott.
Róla nevezték el a 786 Bredichina aszteroidát és egy holdkrátert. 1883. december 28-án lett a Leopoldina tagja a csillagászati és asztrofizikai szekcióban, és tagja volt az Orosz Tudományos Akadémiának is. 1886 és 1890 között a Moszkvai Természettudósok Társaságának elnöke volt. 1884-ben a Királyi Csillagászati Társaság tagja lett. 1892-ben a Padovai Egyetem díszdoktori címet adományozott neki. Tagja volt a párizsi Bureau des Longitudes (1894) és az Olasz Spektroszkópiai Társaságnak is.
Az Orosz Tudományos Akadémia (korábban a Szovjetunió Tudományos Akadémiája) 1950 óta ítéli oda a Bredicsin-díjat a csillagászat területén végzett kiemelkedő munkákért.
1904. május 14-én hunyt el.

## Munkái
- Az üstökösök csóvájáról (oroszul), Moszkva 1862, újranyomtatva 1934 (kandidátusi értekezés).
- Esszék a meteorokról (oroszul), Moszkva, Szovjet Tudományos Akadémia 1954